# Tahuata
Tahuata és una illa de les Marqueses, al grup sud de l'arxipèlag, a 3 km al sud d'Hiva Oa. També és un municipi de la Polinèsia francesa.

## Geografia
Tahuata és la més petita de les illes habitades de les Marqueses, amb una superfície de 61 km². És molt muntanyosa, amb profundes valls i penya-segats. L'altitud màxima és al mont Amatea de 1050 m. El relleu accidentat no permet construir-hi una pista d'aterratge i les comunicacions són via marítima des de l'illa veïna d'Hiva Oa, separada pel canal de Bordelais de 3 km d'ample i uns corrents de 20 nusos.
Tenia 595 habitants el 2022, una pèrdua 75 habitants des de 2007 La vila principal és Vaitahu, seu administratiu del municipi. L'activitat principal és l'agricultura i l'artesania.

## Història
Les restes arqueològiques indiquen que Tahuata era habitada pels polinesis ja al segle iii. En l'època preeuropea era considerada una dependència d'Hiva Oa.
Vaitahu va ser el lloc dels primers contactes de les Marqueses amb els europeus. El 1595 hi va desembarcar Álvaro de Mendaña. Va ser aquí que anomenà l'arxipèlag «les Marqueses de Mendoza», i l'illa Santa Cristina. Una sèrie de malentesos va provocar la massacre de 200 víctimes. L'anglès James Cook hi arribà el 1774, i el francès Dupetit-Thouars, el 1842, va proclamar a Vaitahu l'annexió de les Marqueses a França. Posteriorment s'hi va edificar la primera església de les illes.